# ProtonMail
Proton Mail е криптирана услуга за електронна поща с отворен код, основана през 2013 г. в изследователския център на CERN от Анди Йен, Джейсън Стокман и Вей Сън. Proton Mail използва криптиране за защита от страна на клиента на съдържанието имейлите, както и на данните, преди те да бъдат изпратени до сървърите на Proton Mail, за разлика от други доставчици на обща електронна поща като Gmail и Hotmail. Услугата е достъпна чрез уеб базирана поща или специални iOS и Android приложения.
Proton Mail се управлява от Proton Technologies AG – компания, базирана в кантона Женева, като сървърите са разположени на две места в Швейцария извън юрисдикцията на САЩ и ЕС. Услугата стартира първоначално чрез кампания за групово финансиране. Базовата услуга е безплатна, поддържат се и допълнителни платени услуги. От януари 2017 г. Proton Mail има над 2 милиона потребители. Първоначално услугата е само с покани, но от март 2016 Proton Mail е отворена за свободно обществено ползване. Според мнозина Proton Mail е електронната поща, която не може да бъде проследена.
През 2018 г. Proton Mail въвежда кратък адрес – pm.me.